# Palácio da Conceição (Açores)
O Palácio da Conceição é um edifício no centro histórico de Ponta Delgada, Açores, Portugal, que atualmente serve como sede do Governo Regional, sendo um dos "Palácios da Presidência".
O palácio foi construído, no fim do século XIX, no lugar do Convento da Conceição. Algumas das construções pertencentes ao mosteiro foram preservadas e integradas no complexo do palácio. São exemplo disso a Igreja da Imaculada Conceição, construída no final do século XVII em estilo barroco.
Foi declarado como Imóvel de Interesse Público em 1981.